# Pacta sunt servanda
Pacta sunt servanda is een Latijnse uitdrukking voor "afspraken moeten worden nagekomen". Het is een algemeen rechtsbeginsel dat van groot belang is in verschillende rechtstakken.

## Ontstaansgeschiedenis
In het Romeinse recht bestonden er, naast contracten, ook afspraken of pacta die in beginsel niet voor de rechter afgedwongen konden worden. Vanaf de middeleeuwen werd de pacta-leer sterk beïnvloed door het kerkelijk recht. Gratianus verwees hierover in zijn Decretum Gratiani naar Math. 5.34-17: "Laat uw jawoord een ja zijn en uw neewoord een neen, ook als u niet onder ede staat. Een leugen is immers even erg als meineed." Elke vorm van belofte moest dus afdwingbaar worden. Dit principe werd overgenomen toen de feodale en canonieke rechtbanken samensmolten in de 16e eeuw. Bovendien zorgde de geleidelijke evolutie van het overeenkomstenrecht (in zijn oorspronkelijke betekenis was de overeenkomst de categorie waartoe pacta en contracten behoren), weg van het formalisme naar het consensualisme, ervoor dat ook afspraken juridisch bindend werden geacht. Het adagium "pacta sunt servanda" is de uitdrukking hiervan.

## Internationaal recht
Pacta sunt servanda is een basisbeginsel in het internationaal recht. Het stelt dat elk in werking getreden verdrag door de verdragspartijen moet worden nageleefd en dat dit te goeder trouw moet gebeuren. Het beginsel valt onder het internationaal gewoonterecht, maar is ook geregeld in het Verdrag inzake het verdragenrecht.
Naast de verplichting voor staten om zaken uit verdragen waarbij zij partij zijn te goeder trouw na te leven, geldt dat staten zich niet mogen beroepen op hun nationaal recht om onder het verdrag uit te komen. Dit duidt op de suprematie van internationaal recht boven binnenlands recht. Overigens geldt dit beginsel niet in gevallen waarin de wijze waarop het verdrag gesloten is, strijdig is met fundamentele nationale wetgeving over het sluiten van verdragen en in gevallen waarin de inhoud van een verdrag strijdig is met jus cogens.

## Belgisch recht
Pacta sunt servanda is ook een basisprincipe van het Belgische verbintenissenrecht. In het Belgische Burgerlijk Wetboek is het beginsel opgenomen in artikel 1134: "Alle overeenkomsten die wettig zijn aangegaan, strekken degenen die deze hebben aangegaan, tot wet".

## Nederlands recht
Het beginsel pacta sunt servanda wordt ook gebruikt om een grondbeginsel met betrekking tot overeenkomsten in het Nederlandse verbintenissenrecht aan te geven.
Het beginsel was krachtig neergelegd in het oude Nederlandse Burgerlijk Wetboek: "Alle wettiglijk gemaakte overeenkomsten strekken dengenen die dezelve hebben aangegaan tot wet" (art. 1374, lid 1 oud BW).
Het huidige Nieuw Burgerlijk Wetboek geeft een wat subtielere verankering van dit beginsel in artikel 3:296 lid 1 NBW: "Tenzij uit de wet, uit de aard der verplichting of uit een rechtshandeling anders volgt, wordt hij die jegens een ander verplicht is iets te geven, te doen of na te laten, daartoe door de rechter, op vordering van de gerechtigde, veroordeeld.".